# Partido Liberal Mexicano (2003)
El Partido Liberal Mexicano fue un partido político mexicano que tuvo registro legal entre 2002 y 2003 con el mismo nombre que el antiguo Partido Liberal Mexicano fundado por Ricardo Flores Magón en 1906.
El PLM pretendía ser heredero de este antiguo partido así como de los principios liberales y juaristas por los que se había luchado en la Guerra de Reforma, que según sus postulado los modernos partidos políticos de México habían abandonado. En un análisis prospectivo, se llegó a la conclusión de que el partido dominante, después de algunas alternancias, se aproximaba a su extinción inexorable, por lo que era de suma importancia la creación de un partido que conjuntara lo mejor de la tradición liberal histórica. 
El PLM  participó en las Elecciones de 2003 donde no obtuvo el mínimo de votos requerido por la ley, por lo que perdió su registro.

## Presidentes
- (2002 - 2003) Salvador Ordaz Montes de Oca

- Datos: Q2542528